# Abu Dhabi (Emirat)
Das Emirat Abu Dhabi (arabisch إمارة أبو ظبي, DMG Imārat Abū Ẓaby) ist mit 67.340 km² das flächenmäßig größte der sieben Emirate der Vereinigten Arabischen Emirate, rund 2,9 Millionen Menschen leben dort. 81 Prozent der Menschen sind keine Staatsbürger. Die mit Abstand größte Stadt und Hauptstadt des Emirats ist Abu Dhabi, das auch gleichzeitig die Hauptstadt der Vereinigten Arabischen Emirate ist.

## Geographie

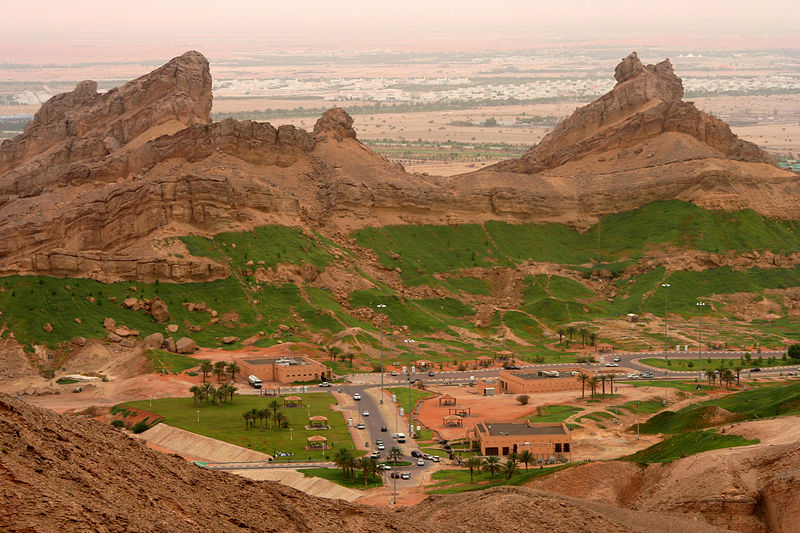
Dschabal Hafit bei al-Ain

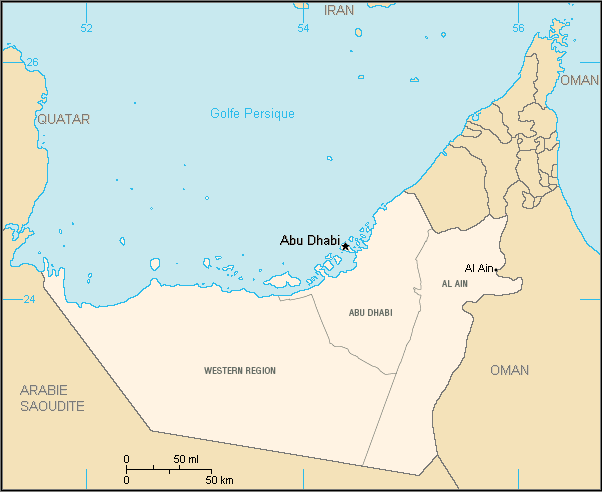
Karte des Emirats Abu Dhabi mit hervorgehobener Regionalgliederung

Das Emirat besteht mit Ausnahme der Städte, dem Mangrovenbewuchs am Küstensaum und einem kleinen Felsgebiet bei al-Ain fast vollständig aus Sandwüste. Abu Dhabi gliedert sich verwaltungstechnisch in zwei Regionen: Die Western Region und die Eastern Region, die wiederum von offiziellen Repräsentanten des Herrschers geführt werden.
Die wichtigsten Städte und Ortschaften im Emirat Abu Dhabi sind (Bevölkerung zur Volkszählung 2005, Flächenangaben)
- Abu Dhabi (562.425), bildet eine eigene Stadtgemeinde
- al-Ain (397.267), bildet eine eigene Stadtgemeinde
- Madinat Zayed (1760 km², 29.095)
- Liwa-Oase (1051 km², 20.192)
- Ruwais (233 km², 15.511)
- Mirfa (165 km², 14.503)
- Ghayathi (1531 km², 14.022)
- Sila (388 km², 7.900)
- Delma (34 km², 4.811)

## Name
Bevor die Gegend den Namen Abu Dhabi erhielt, war sie als Milh bekannt, was auf Arabisch Salz bedeutet, wahrscheinlich wegen des Salzwassers in der Gegend. Milh ist immer noch der Name einer der Inseln in Abu Dhabi.
Abu ist arabisch für Vater, und Dhabi ist der arabische Name für eine bestimmte einheimische Gazellenart, die einst im arabischen Raum verbreitet war. Abu Dhabi bedeutet somit Vater der Gazelle. Die erste Verwendung des Namens geht über 300 Jahre zurück. Da der Ursprung des Namens durch Gedichte und Legenden von Generation zu Generation weitergegeben wurde, ist es schwierig, die tatsächliche Etymologie des Namens zu kennen. Es wird angenommen, dass dieser Name aufgrund einer Fülle von Gazellen in der Gegend und einer populären Legende über die Gründung der Stadt Abu Dhabi entstand, an der Scheich Schachbut bin Dhiyab beteiligt war, der von 1793 bis 1816 Herrscher von Abu Dhabi war.

## Geschichte
Das Emirat wurde 1791 als Siedlung nahe einer Süßwasserquelle vom Beduinenstamm der Bani Yas unter Schachbut bin Dhiyab gegründet, nachdem sie von seinem Vater Dhiyab bin Isa entdeckt worden war. Sie verlegten ihren Hauptsitz nach Abu Dhabi ins Qasr Al Hosn. Grund war die zunehmende Expansion der Wahhabiten aus dem Nadschd, die sich auch gegen die Beduinen an der Golfküste richtete. 1833 löste sich Dubai unter dem Clan der Al Maktum vom Emirat Abu Dhabi.
Unter Scheich Zayed bin Chalifa (1855–1908) begann der Aufstieg des Emirats. Ihm gelang die Wahrung der Souveränität gegenüber dem britischen Machtanspruch. Abu Dhabi entwickelte sich zu einem bedeutenden Zentrum des Perlenhandels. Die nach seinem Tod ausbrechenden Machtkämpfe wurden erst unter Scheich Schachbut (1928–1966) beendet. Allerdings brach 1930 mit der Einführung der japanischen Zuchtperlen die Perlenfischerei als wichtiges wirtschaftliches Standbein für das Land zusammen. Erst mit Beginn der Erdölförderung und der Ablösung Schachbuts durch seinen Bruder Scheich Zayid bin Sultan Al Nahyan (1966–2004) konnte sich die Wirtschaft des Emirats wieder entwickeln.
Am 2. Dezember 1971 entließ Großbritannien die ehemaligen Vertragsstaaten (Trucial States), zu denen auch Abu Dhabi gehört, in die Unabhängigkeit. Unter Führung des Emirats Abu Dhabi wurden die Vereinigten Arabischen Emirate aus den ehemaligen Vertragsstaaten Abu Dhabi, Dubai, Schardscha, Adschman, Umm al-Qaiwain und Fudschaira gegründet. Am 10. Februar 1972 trat Ra’s al-Chaima als siebter und letzter ehemaliger Vertragsstaat der Föderation bei.
Am 1. Januar 1974 führte Abu Dhabi eine Teil-Verstaatlichung der Ölwirtschaft durch. Der Staat Abu Dhabi beließ den produzierenden Gesellschaften 40 Prozent. Am 2. Dezember 1976 wurde Scheich Zayid, der seit 1971 Präsident der VAE war, auf weitere fünf Jahre gewählt und danach alle fünf Jahre bis zu seinem Tod am 2. November 2004 im Amt bestätigt. Der Golfkooperationsrat (GCC) wurde am 25. Mai 1981 in Abu Dhabi gegründet.

## Politik

### Politisches System
Das Emirat Abu Dhabi ist eine absolutistische Monarchie. Es gibt kein gewähltes Parlament, der Abu Dhabi National Consultative Council besteht aus 60 Mitgliedern führender Stämme und Familien. In der traditionellen Madschlis können sich Einwohner direkt an den Herrscher wenden. Seit 1971 ist Abu Dhabi in das föderale System der Vereinigten Arabischen Emirate (VAE) eingebunden, eine Föderation von sieben teilautonomen Emiraten (mit einer Verfassung von 1971). Der Emir von Abu Dhabi hat ein Vetorecht auf Bundesebene und ist traditionell Präsident der VAE.
Der Abu Dhabi Executive Council ist der eigene zentrale Regierungsapparat Abu Dhabis. Der Executive Council unterstützt den Herrscher des Emirats bei der Vorbereitung von Entwicklungsplänen für Abu Dhabi und bei der Formulierung und Implementierung von Gesetzen auf Emirats- und Bundesebene.

### Herrscher
- 1761–1793 Dhiyab I.
- 1793–1816 Schachbut I.
- 1793–1816 Muhammad
- 1818–1833 Schachbut II.
- 1818–1833 Tahnun I.
- 1833–1845 Chalifa I.
- 1833–1845 Sultan I.
- 184500000 Isa
- 184500000 Dhiyab II.
- 1845–1855 Sa’id
- 1855–1909 Zayid bin Chalifa
- 1909–1912 Tahnun II.
- 1912–1922 Hamdan
- 1922–1926 Sultan II.
- 1926–1928 Saqr
- 1928–1966 Schachbut III. († 1989)
- 1966–2004 Zayid II.
- 2004–2022 Chalifa II.

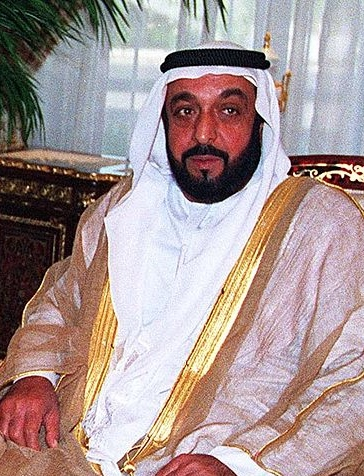
Chalifa bin Zayid Al Nahyan, ehemaliger Herrscher von Abu Dhabi

- seit 2022 Muhammad bin Zayid Al Nahyan

## Wirtschaft
Abu Dhabi ist, sowohl gemessen am Bruttonationaleinkommen als auch am Pro-Kopf-Einkommen, das wohlhabendste Emirat der VAE. Das Emirat verfügt über 10 % der weltweiten Erdölreserven und hält globale Investitionen von mehr als einer Billion US-Dollar. Das Pro-Kopf-Einkommen liegt bei 63.000 US-Dollar und ist damit das dritthöchste der Welt nach Luxemburg und Norwegen. Abu Dhabi plant 29 % aller künftigen Projekte der Region des Golfkooperationsrates und spielt in der Weltwirtschaft eine zunehmend wichtige Rolle. Der staatliche Investment-Fonds des Emirats, die Abu Dhabi Investment Authority (ADIA), ist mit einem Gesamtwert von 875 Mrd. US-Dollar der weltgrößte eigenständige Fonds gemessen am Gesamtinvestitionsvolumen. Hier werden fast alle Einnahmen aus den staatlichen Erdölvorkommen in einer Art Mega-Investmentfonds gesammelt und im In- und Ausland investiert. Die inzwischen aufgelaufenen Werte sind so groß, dass sich das Emirat Abu Dhabi (zuweilen auch in Kooperation mit den kleineren VAE-Partnern) mühelos in die internationalen Finanzströme einklinken kann. Geleitet wird das einflussreiche ADIA-Council von Scheich Chalifa bin Zayid Al Nahyan, dem Herrscher des Emirats Abu Dhabi und gleichzeitig Staatsoberhaupt der Vereinigten Arabischen Emirate. Darüber hinaus gibt es noch die eher themenorientierten Staatsfonds Mubadala Development Company (MDC) und International Petroleum Investment Company (IPIC) und Aabar Investments.
In den letzten Jahren konzentriert sich das Emirat auf ein wirtschaftliches Diversifizierungsprogramm, um die Abhängigkeit von Öl und Erdgas zu reduzieren. Das Diversifizierungsprogramm konzentriert sich auf Industrie, Immobilien und Einzelhandel, vor allem aber auf den Tourismus. Die Tourismusbehörden Abu Dhabi Tourism Authority (ADTA) und Tourism and Development Investment Company (TDIC) haben riesige Investitionen getätigt, unter anderem in die mehrfach verschobenen Projekte Louvre Abu Dhabi und Guggenheim-Museum Abu Dhabi.
Aufgrund der immensen Geldreserven und der diversifizierten weltweiten Beteiligungen des Emirats gehen Analysten davon aus, dass Abu Dhabi im Falle einer Schuldenkrise des Nachbaremirats Dubai durch seine staatlich kontrollierten Investitionsfonds einen wirtschaftlichen Kollaps Dubais verhindern würde.
Projekt Nachhaltigkeit
Als Reaktion auf die zur Neige gehenden Erdöl- und Erdgasvorräte stellt sich das Emirat vorausschauend auf die Zeit danach ein. Ab 2008 wird westlich des internationalen Flughafens die Ökostadt Masdar gebaut. Die international geplante möglichst autarke Großsiedlung und Planstadt für ca. 50.000 Bewohner wird vollständig auf erneuerbare Energien setzen und als Kern eine neue Universität beherbergen, die sich als eine der ersten Hochschulen der Welt völlig dem Thema Nachhaltigkeit widmen soll.

## Infrastruktur

### Verkehr
Das Emirat Abu Dhabi ist durch ein gut ausgebautes Autobahn- und Straßennetz mit den wichtigsten Städten der Region sowie den Liwa-Oasen verbunden. Außerdem führt westlich eine Autobahn durch Saudi-Arabien bis nach Doha, der Hauptstadt von Katar. Die Autobahnen sind gut ausgebaut, nachts nahezu vollständig beleuchtet und mit Dattelpalmen und Sträuchern begrünt. Für die Begrünung werden große Mengen an Trinkwasser aus Meerwasser (Desalinationsprozess) gewonnen.
Der Flughafen Abu Dhabi ist der wichtigste Flughafen des Emirates Abu Dhabi und zugleich Drehkreuz und Heimatbasis von Etihad Airways. Der Flughafen wurde bis 2023 für 45 Millionen Passagiere ausgebaut, es wurden ein neues Hauptterminal und eine weitere Startbahn gebaut.

### Stromversorgung
Es existiert kein Verbundnetz der Kraftwerke mit den anderen Emiraten (Inselnetz); dennoch ist die Stromversorgungssicherheit im Emirat Abu Dhabi sehr hoch. Derzeit befindet sich ein Stromverbund der Länder Kuwait, Saudi-Arabien, Katar und VAE im Bau bzw. in Planung. Die Leitungsführung erfolgt entlang der Golfküste.
Die meisten Kraftwerke sind kombinierte GuD-Kraftwerke mit Auskoppelung des Prozessdampfes an eine Entsalzungsanlage zur Trinkwassergewinnung. Allerdings macht man sich in letzter Zeit Gedanken darüber, dass durch die hohe Anzahl der Entsalzungsanlagen die Salzkonzentration des Persischen Golfes in etwa 10 Jahren soweit steigen könnte, dass keine Trinkwassergewinnung mehr möglich sein wird. Für diesen Fall könnte mit einer Fernleitung ins Emirat Fudschaira auf das Wasser des Arabischen Meeres zurückgegriffen werden.
Im Westen des Emirats, unweit der Grenze zu Saudi-Arabien, entsteht seit Juli 2012 an der Meeresküste mit dem Kernkraftwerk Barākah das erste Kernkraftwerk des Landes. Errichtet werden vier aus Südkorea importierte Kernreaktoren vom Typ APR-1400. Der erste Block ging 2020 in Betrieb.

## Sport
Seit der Saison 2009 wird auf dem Yas Marina Circuit jährlich ein Formel-1-Rennen als Großer Preis von Abu Dhabi ausgetragen.
Die erfolgreichsten Fußballvereine aus Abu Dhabi sind al Ain, al-Wahda, al-Dhafra und al-Jazira, die in der UAE Arabian Gulf League spielen.
Im März 2019 fanden in Abu Dhabi die Special Olympics World Summer Games statt.